# Futhark joven
El futhark joven, también conocido como runas escandinavas, es un alfabeto rúnico. Es una forma reducida del futhark antiguo, que tenía 24 caracteres, mientras que el joven consta solo de 16 runas. Esta reducción de letras, que empezó a usarse a partir del año 800 aproximadamente, se produjo paradójicamente al mismo tiempo que aumentaba el número de fonemas del lenguaje hablado, cuando el protonórdico evolucionó a nórdico antiguo.
De esta forma la escritura presentaba carencias de representación del lenguaje oral. Había pares mínimos que sonaban diferente pero se escribían de la misma forma. Tampoco se plasmaban en la escritura las distinciones entre vocales largas y vocales cortas. Además las costumbres en la escritura procuraban evitar poner la misma runa dos veces consecutivas, la única razón por la cual se ponía la misma runa dos veces seguidas era cuando los sonidos representados por dicha runa eran diferentes, como por ejemplo en la inscripción kunuur para el nombre Gunvor.

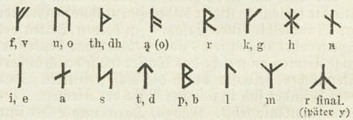
Futhark joven o escandinavo.

## Historia

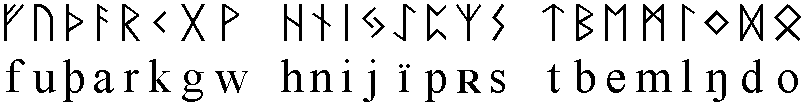
Futhark antiguo con sus 24 runas y la transcripción.

El uso del futhark joven aparece en Escandinavia durante los asentamientos en el exterior de la época vikinga, probablemente a partir del siglo IX. Mientras que durante el periodo de las migraciones el futhark antiguo había sido prácticamente un "secreto" conocido solo por una élite letrada, del cual solo han sobrevivido unas 350 inscripciones, la alfabetización de la población en futhark joven se generalizó por toda Escandinavia, como atestigua el gran número de piedras rúnicas, unas 6000, y otras inscripciones, algunas hasta con textos de contenido trivial.
Hay una fase de transición que va del año 650 al 800 aproximadamente, en el que aparece una mezcla del uso de las letras del futhark antiguo y joven, por ejemplo en las piedras rúnicas de Björketorp y Stentoften (alrededor del 650), la piedra de Snoldelev y la piedra de Rök (alrededor del 800).

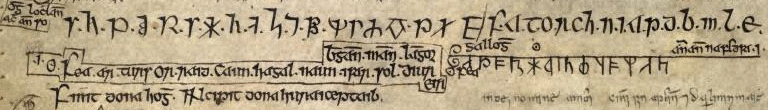
Libro de Ballymote (1390) con la descripción del futhark joven

El futhark joven empezó a ser conocido en Europa como el "alfabeto de los nórdicos", y fue estudiado para ser usado en los intercambios comerciales y los contactos diplomáticos. Aparecen referencias a él como el abecedarium nordmannicum en el Codex Sangallensis 878 de la ciudad franca de Fulda (posiblemente de Walahfrid Strabo) y como ogam lochlannach "Ogam de los escandinavos" en el Libro de Ballymote.
El futhark joven se dividió en dos estilos de runas: las de rama larga (danesas) y las de rama corta (sueco-noruegas), aunque ambos se usaron en toda Escandinavia. La diferencia entre ambas versiones ha sido objeto de controversia. La opinión más generalizada es que la diferencia era funcional. Mientras que las runas de rama larga serían usadas en textos solemnes sobre piedra, las runas de rama corta serían usadas para la escritura privada cotidiana y para los mensajes oficiales sobre madera. Posteriormente se desarrollaron otras versiones aún más simplificadas como las runas de Helsingia o runas sin poste (siglos X-XIII), y las runas islandesas (siglos XI-XIV).
Con el tiempo se desarrollaron varios alfabetos rúnicos derivados del futhark joven como las runas medievales (aprox. 1100-1500) y las latinizadas runas dalecarlianas (aprox. 1500-1910).

## Las runas
En los poemas rúnicos noruegos e islandeses aparecen los nombres y símbolos de las 16 runas del futhark joven:

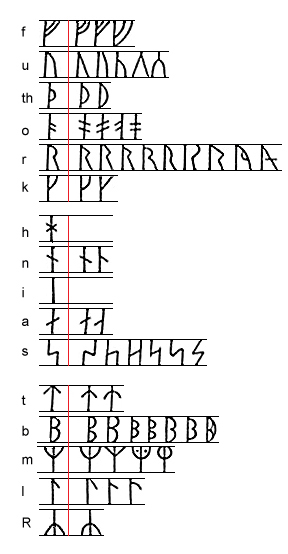
Variaciones caligráficas de cada runa.

| Runa | Nombre nórdico antiguo | Transliteración | Sonido AFI                  | CCS  | Significado       |
| ---- | ---------------------- | --------------- | --------------------------- | ---- | ----------------- |
|      | Fe                     | f, v            | /f/, /v/                    | /ᚠ/  | Riqueza           |
|      | Ur                     | u,, y, o, v/w   | /u(ː)/, /y(ː)/, /ɔ(ː)/, /w/ | /ᚢ/  | Hierro/lluvia     |
|      | Thurs                  | þ, ð            | /θ/, /ð/                    | /ᚦ/  | Gigante Jotun     |
|      | Oss                    | ą, o            | /ɑ̃/, /o(ː)/                 | /ᚬ/  | As (dios)         |
|      | Reidh                  | r               | /r/                         | /ᚱ/  | Cabalgar/viajar   |
|      | Kaun                   | k, g            | /k/, /g/                    | /ᚴ/  | Úlcera/enfermedad |
|      | Hagall                 | h               | /h/                         | /ᚼ/  | Granizo           |
|      | Naudhr/naud            | n               | /n/                         | /ᚾ/  | Necesidad         |
|      | Is/iss                 | i               | /i(ː)/                      | /ᛁ/  | Hielo             |
|      | Ár                     | a               | /a(ː)/                      | /ᛅ/  | Abundancia        |
|      | Sol                    | s               | /s/                         | /ᛋ/  | Sol               |
|      | Tyr                    | t,d             | /t/, /d/                    | /ᛏ/  | Dios de la guerra |
|      | Bjarkan                | p, b            | /p/, /b/                    | /ᛒ/  | Abedul            |
|      | Madhr/madr             | m               | /m/                         | /ᛘ / | Hombre            |
|      | Logr/lögr              | l               | /l/                         | /ᛚ/  | Lago/agua         |
|      | Yr                     | ʀ               | /ɹ/, /r/                    | /ᛦ/  | Tejo              |

## Variantes

### Runas de rama larga

Comparación de las runas de rama larga (arriba) y rama corta (abajo).

Las runas danesas o de rama larga son la versión del futhark joven en la cual las runas supervivientes han cambiado menos de forma respecto al futhark antiguo:
|  |  |  |  |  |  |  |  |  |  |  |  |  |  |  |  |  |  |  |  |

| ᚠ | ᚢ | ᚦ | ᚬ | ᚱ | ᚴ | ᚼ | ᚾ | ᛁ | ᛅ | ᛋ | ᛏ | ᛒ | ᛘ | ᛚ | ᛦ |
| f | u | þ | ą | r | k | h | n | i | a | s | t | b | m | l | ʀ |

### Runas de rama corta

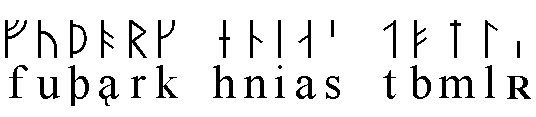
Runas de rama corta.

También se denominan runas de Rök o runas sueco-noruegas. En esta versión nueve de las runas aparecen simplificadas mientras que las otras 7 tienen la misma forma que las de rama larga. Sus signos son:
| ᚠ | ᚢ | ᚦ | ᚭ | ᚱ | ᚴ | ᚽ | ᚿ | ᛁ | ᛆ | ᛌ | ᛐ | ᛓ | ᛙ | ᛚ | ᛧ |
| f | u | þ | ą | r | k | h | n | i | a | s | t | b | m | l | ʀ |

### Runas de Helsingia

Runas sin poste.

Las runas de Helsingia, o runas sin poste, deben su nombre a la región de Hälsingland en Suecia, donde fueron encontradas por primera vez, aunque inscripciones del mismo tipo se han encontrado posteriormente en otras partes de Suecia. Se usaron entre los siglos X y XII. 
Fundamentalmente son una simplificación de las runas sueco-noruegas en las que se han eliminado lo más posible los trazos verticales, a lo que debe la denominación de "sin poste", y además parte de los trazos horizontales y transversales se sustituyen por puntos. En esta variante solo han aparecido en las inscripciones 15 de las 16 runas del furthark joven, faltando el correspondiente a ã. Pero como todas estas runas tienen una simétrica, se ha postulado que tenga la forma simétrica especular de la correspondiente a la runa b, es decir un trato transversal inclinado a la izquierda situado justo sobre la línea base. 
Estas runas no tienen asignados signos Unicode (al menos hasta Unicode 4.0).

### Runas islandesas

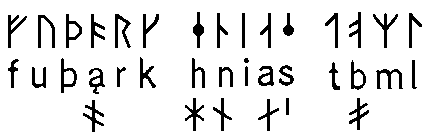
Runas islandesas.
Se muestran en la fila inferior las runas que fueron modificadas para poder compararlas.

Las runas islandesas son otra simplificación de futhark joven usada en Islandia del siglo XI al siglo XIV. En esta versión se acortan algunos trazos transversales o se sustituyen por puntos, pero la transformación no es tan radical como en las runas de Helsingia, modificándose menos de la mitad de las runas. Este alfabeto a diferencia de los anteriores solo tiene 15 runas, porque la última runa, yr, desapareció al convertirse en superflua debido a que el sonido que representaba, /ɻ/, se había convertido en una erre verdadera en el dialecto islandés del nórdico antiguo de la época.

## Alfabetos posteriores
El futhark joven derivó para dar origen a otros alfabetos rúnicos con más runas. El futhark joven se había difundido en la Edad Media por toda Escandinavia, pero su reducido número de runas no disponía de símbolos escritos para cada fonema del nórdico antiguo por lo que se le añadieron runas para cubrir estas carencias.

### Runas medievales

Ejemplo de runas medievales.

En la Edad Media para cubrir las deficiencias de representación se introdujeron variantes puntuadas de los caracteres que representaban consonantes sordas para crear sus homólogas sonoras, y viceversa, y se añadieron varias runas para cubrir todos los sonidos vocálicos. No se siguió un patrón único y las inscripciones rúnicas escandinavas de la Edad Media muestran muchas variantes de los tipos de runas, y a menudo las equivalentes a las letras s, c y z se usan de forma intercambiable.
Las runas medievales estuvieron en uso hasta el siglo XV. La mayoría de las inscripciones rúnicas escandinavas conservadas datan del medievo, aunque hay también algunas inscripciones en latín. Lo que indica que las runas fueron de uso corriente en la Edad Media y convivieron con el alfabeto latino durante varios siglos.

### Runas dalecarlianas

Runas dalecarlianas.

El aislamiento de la provincia sueca de Dalecarlia hizo que se desarrollara allí un tipo rúnico propio, mezcla de runas y letras latinas. Las runas dalecarlianas empezaron a usarse al principio del siglo XVI y se siguieron usando hasta el siglo XX, principalmente para la transcripción del idioma local, el elfdaliano. Se ha polemizado sobre si su uso fue una tradición ininterrumpida o si la gente del siglo XIX y XX reintrodujeron su uso aprendiendo las runas de tratados sobre el tema.